# Fingertecken

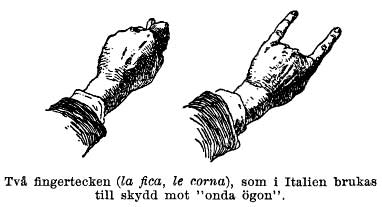

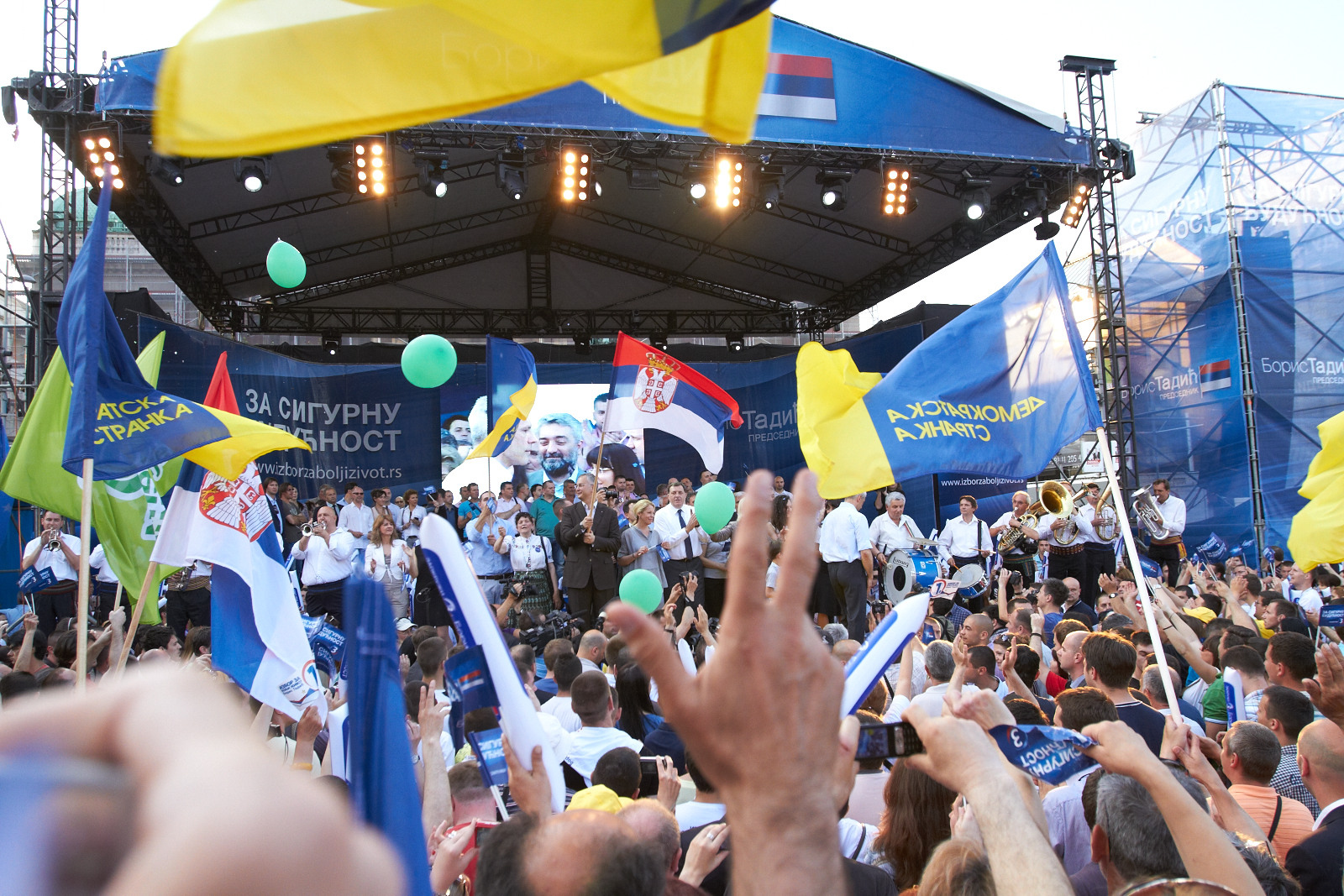
Tre-fingrarshälsning vid en manifestation för Boris Tadić.

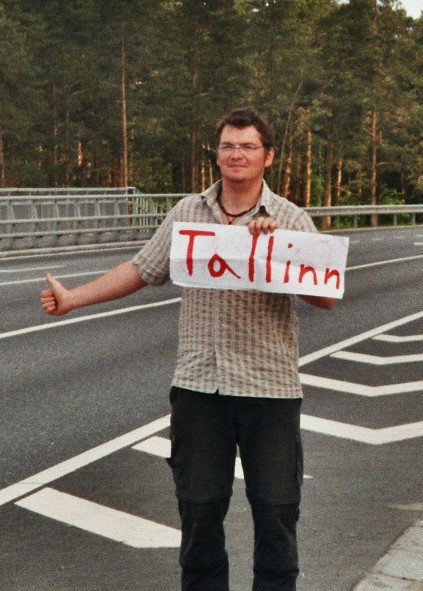
Tummen används för att signalera att man vill lifta, ibland kombinerat med en skylt med namnet på önskad destination.

Fingertecken är budskap som signaleras med hand och fingrar och som är mer universella än teckenspråkets fingertecken. Många fingertecken kan ha olika betydelser i olika länder.
- Peka för att påvisa en riktning eller position, görs normalt med utsträckt pekfinger och övriga fingrar knutna. Inom det militära brukar man för tydlighets skull peka med hela handen, vilket innebär att handen som helhet sträcks ut i den riktning som avses.
- Räknetecken görs genom att sträcka upp så många fingrar i luften som man avser att markera. I Sverige brukar 1 markeras med ett pekfinger, medan i vissa andra länder tummen används för 1.
- Telefonhand, att knyta handen men med tummen mot örat och lillfingret nära munnen, görs för att markera telefonsamtal, t.ex. för att symbolisera att man avser att ringa någon eller att man ber den andra att ringa en själv.
- Skära av halsen genom att dra ett finger eller hela handen utsträckt framför halsen, görs ofta för att markera att något skall avslutas omedelbart. Det kan också göras för att markera att man avstår från sin plats på talarlistan på ett sammanträde. Om man vill ha streck i debatten, brukar strecket däremot göras med fingret pekande från den egna kroppen.
- Victory (Seger) - V-tecknet Handflatan framåt med pek- och långfinger pekande uppåt som ett "V".
- Up yours, eller eff off, ungefär "dra åt helvete", V-tecken med pek- och långfinger med knogarna utåt, ofta i en vinkande rörelse.[3] Gesten är vanlig i framförallt Storbritannien, enligt en senare tradition skapades tecknet under slaget vid Azincourt mellan Frankrike och England. Fransmännen ska då ha satt skottpengar på engelska bågskyttar och betalt för deras fingrar. Tecknet skapades för att hånfullt visa att fingrarna var i behåll.[4] Traditionen anses vara en efterhandskonstruktion gesten förmodas vara en symbol för hanrej, och kan då även tolkas som "horunge".[5]
- Wanker, ungefär tönt, rakt översatt "runkare, onanist", gest i syfte att visa ringaktning mot någon. Alla fingrar är böjda lika långt mot tummen så att pekfingret träffar den och bildar en ring samtidigt som handen förs upp och ner.
- Citationstecken med fingrarna görs med båda händerna likt V-tecknet och sedan rycks fingrarna neråt ett par gånger. Detta görs för att ange att det man säger är ett citat eller ibland för att markera att något man säger är menat ironiskt.
- Välsignelse som utdelas av en kristen präst, görs ofta med pek- och långfingrarna höjda tillsammans.
- Djävulstecknet eller corna, formas genom att hålla upp pek- och lillfinger med handflatan framåt. Fingrarna symboliserar då djävulens horn. Traditionen går att spåra bak till länder som Italien där man trodde på det "onda ögat", och skyddade sig mot det med bland annat detta tecken. Det kan också förklaras som en symbol för hanrej, och kan då även tolkas som "horunge".[6]
- OK. Formas genom att hålla pekfinger och tummen mot varandra så att det formar ett "O". I vissa länder är tecknet dock obscent.
- Up yours eller Fuck You - Formas genom att hålla upp långfingret med knogarna framåt (obscent, betydelse ungefär "dra åt helvete" eller ordagrant översatt "knulla dig").[3]
- Fingerpistol, när man knyter handen med fingret pekande ut som en pistols pipa och ibland med tummen uppåt liknande pistolens hane. Gesten kan upplevas som hotfull mot den som pekfingret pekar mot.
- Tummen upp betyder oftast "bra", men i vissa länder en obscen gest. Står man vid vägkanten, betyder tummen att man vill lifta.
- Tummen ner är motsatsen till tummen upp och betyder därför normalt "dåligt".
- Hålla tummarna, man knyter nävarna med tummen innanför övriga fingrar när man uttrycker en förhoppning om något.
- Jesus lever. Formas genom att peka med pekfingret upp mot himlen.
- Korsa fingrarna eller fingrarna i kors, långfingret läggs över pekfingret, används i Sverige när man ljuger, för att inte drabbas av straff för denna synd. I USA används det däremot med samma betydelse som "hålla tummarna".[7][8]
- Rak rega, eller bara rega, är ett handtecken för "ett ögonblick" som används i Israel, alla fingrar är böjda lika långt mot tummen så att långfingret träffar den. Med armen böjd och fingertopparna riktade mot egna ansiktet görs ett par snabba korta knyck med handled och underarm. Ordet "rega", som betyder ungefär "ett ögonblick" på hebreiska, kan även uttalas högt samtidigt eller utföras tyst om personen är upptagen i telefon, utom hörhåll eller inte vill skapa ljud i sin omgivning.[9]
- Ljugekors. Man korsar pek- och långfinger i ett ”ljugekors” bakom ryggen för att slippa straff när man ljuger.

## Galleri

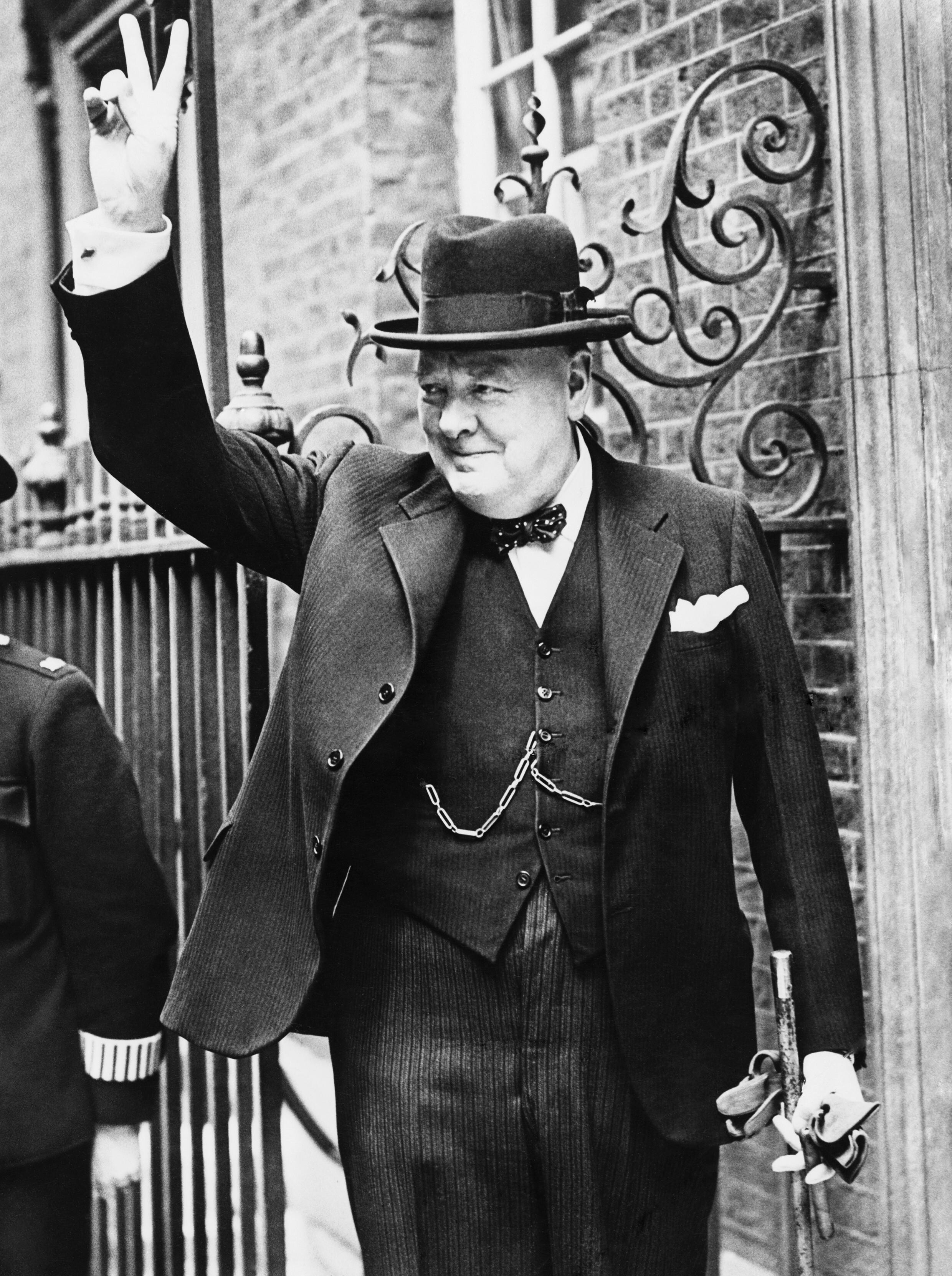
Winston Churchill gör V-tecknet.
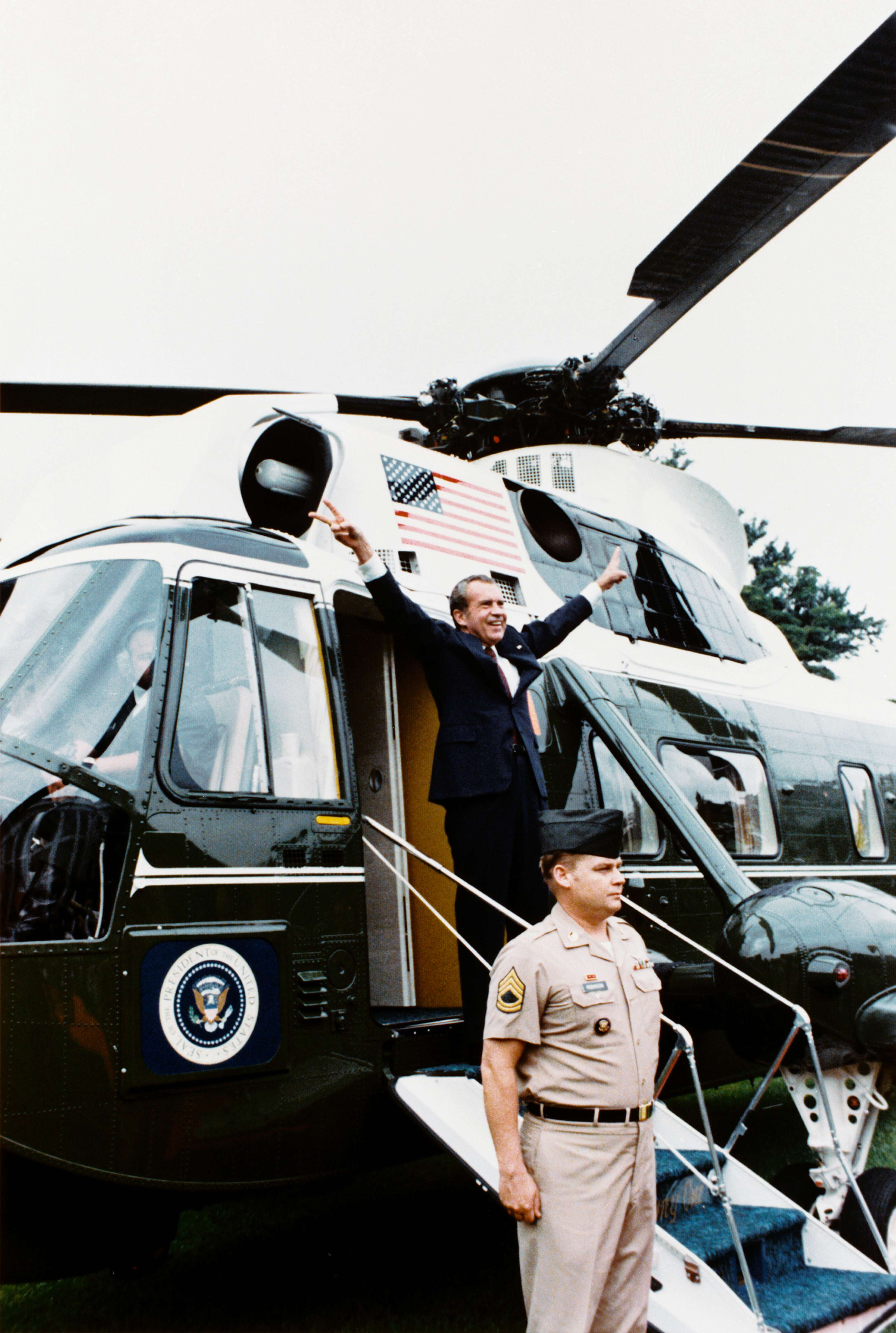
Richard Nixon gör V-tecknet.
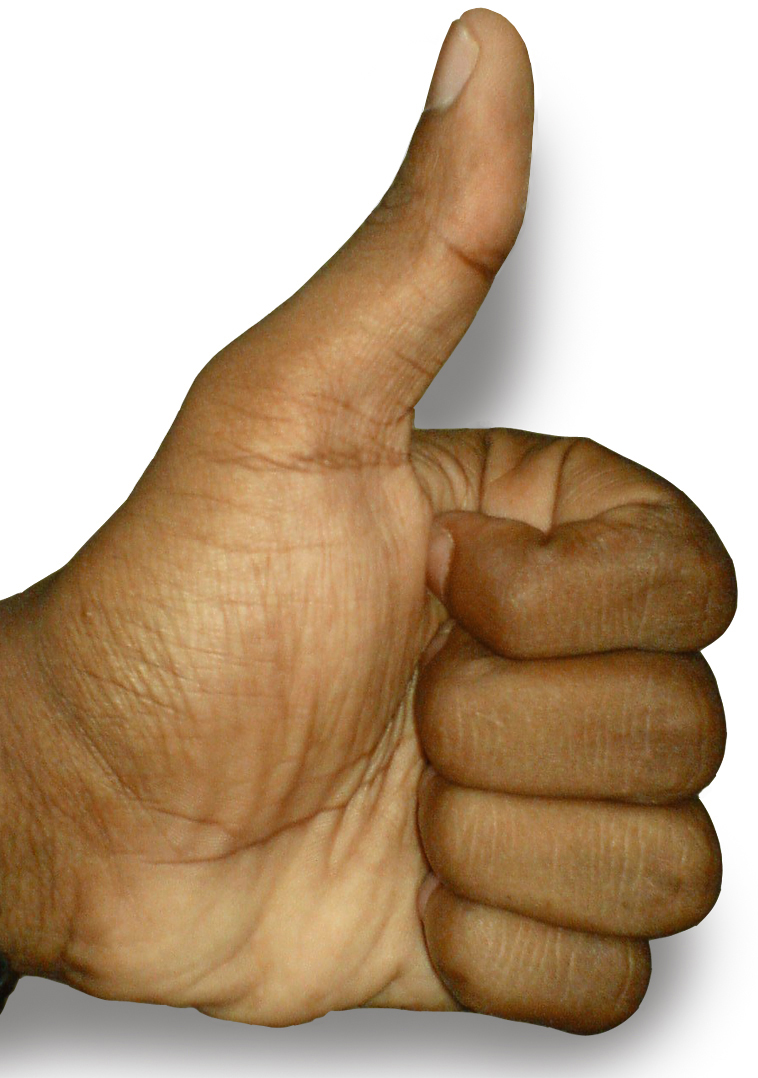
Tummen upp.
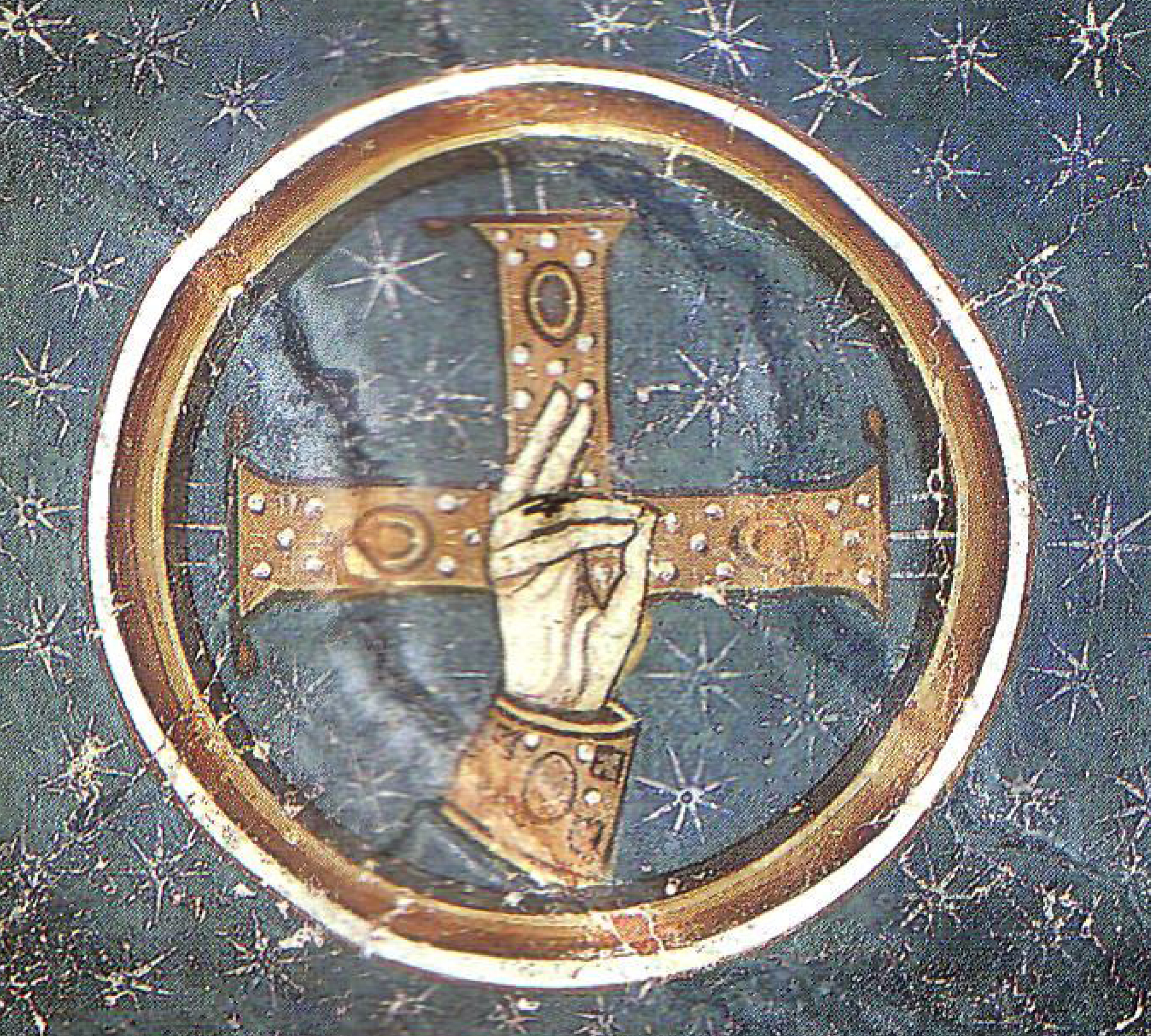
Fingrar höjda till välsignelse
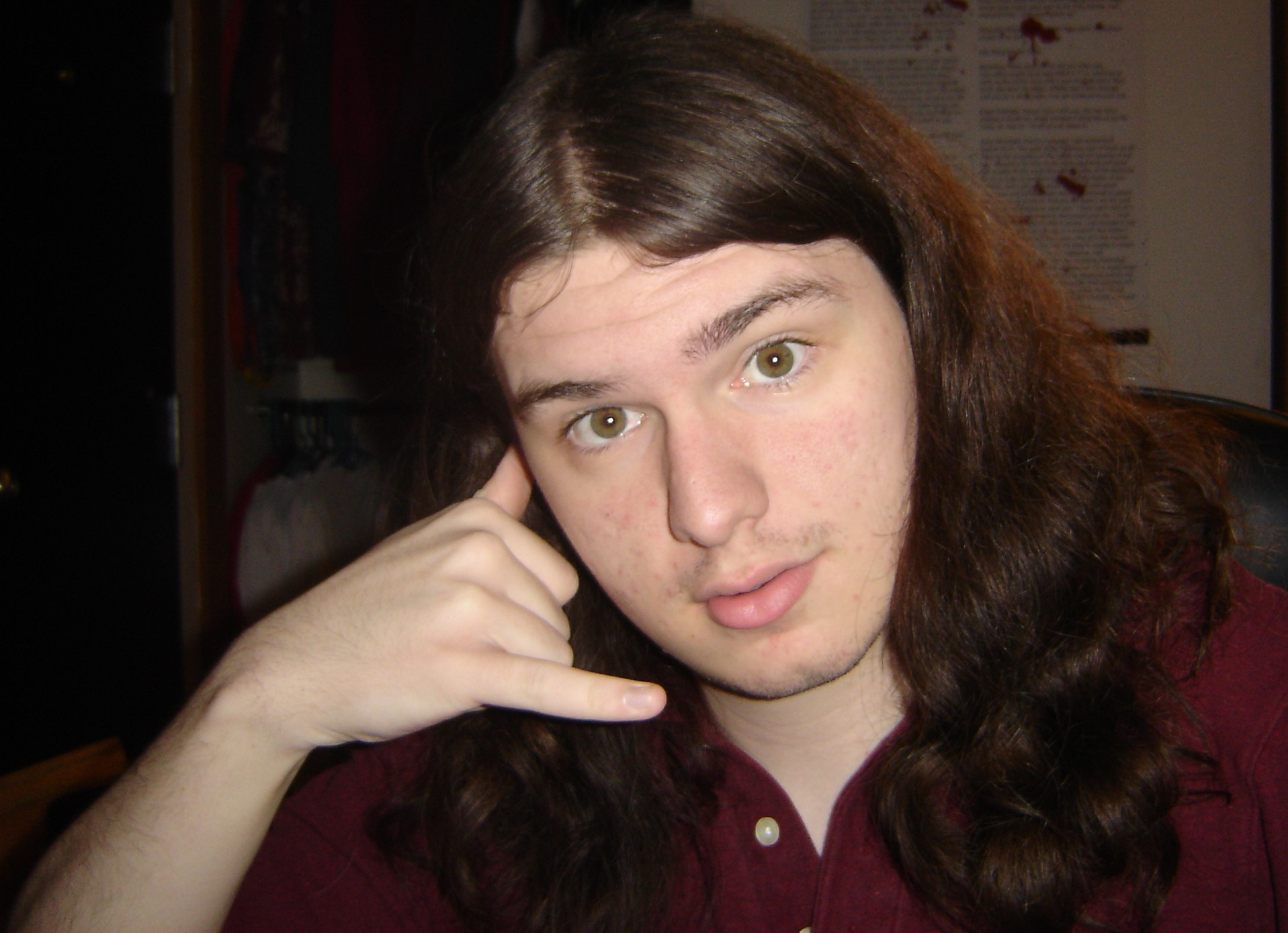
"Ring mig!"
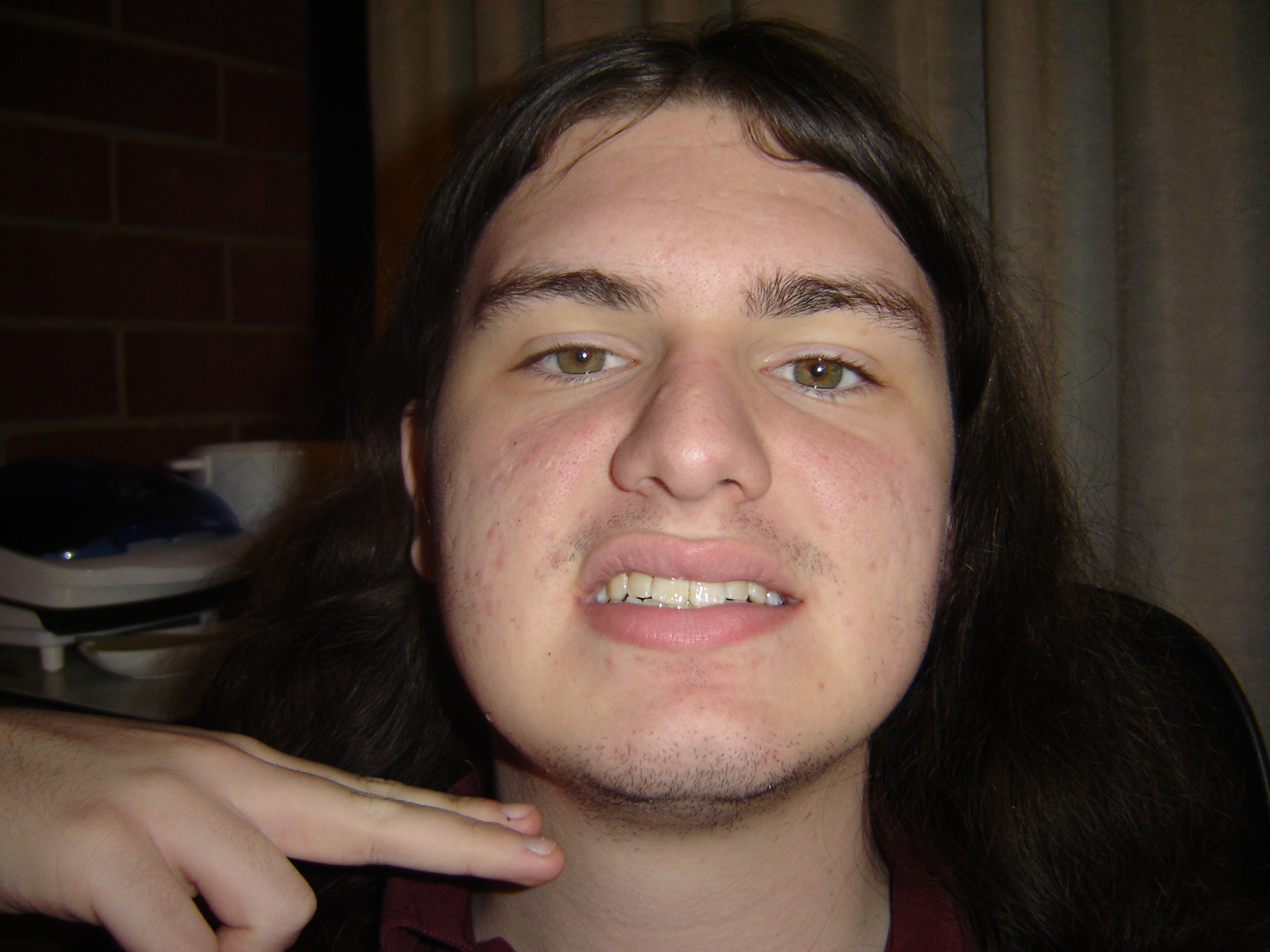
"Avbryt!"
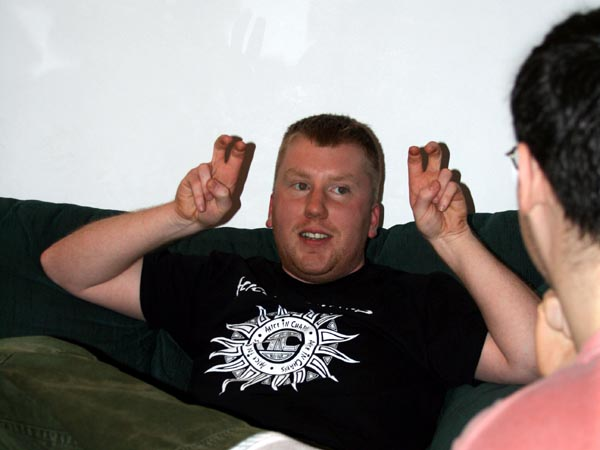
Personen markerar att det han säger är ett citat
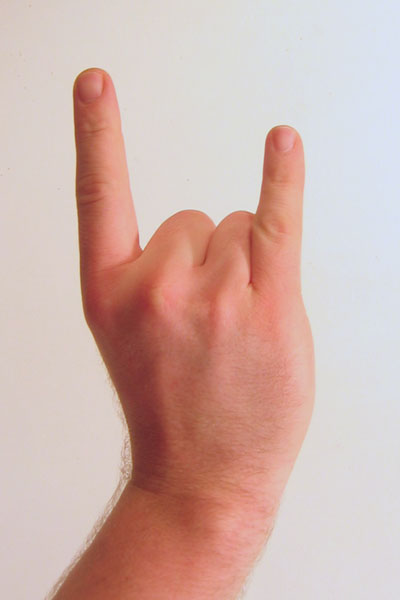
Djävulstecknet, eller corna
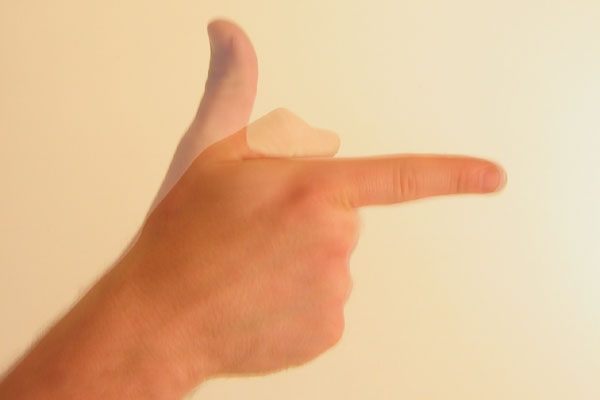
Pistol